# La Flèche (Huhn)
Das La Flèche ist ein altes französisches Rassehaushuhn, das aus Haubenhühnern entstanden ist. Seinen Namen hat das Huhn von seinem Ursprungsort, der französischen Gemeinde La Flèche im Departement Sarthe. Um 1860 kam es nach Deutschland.

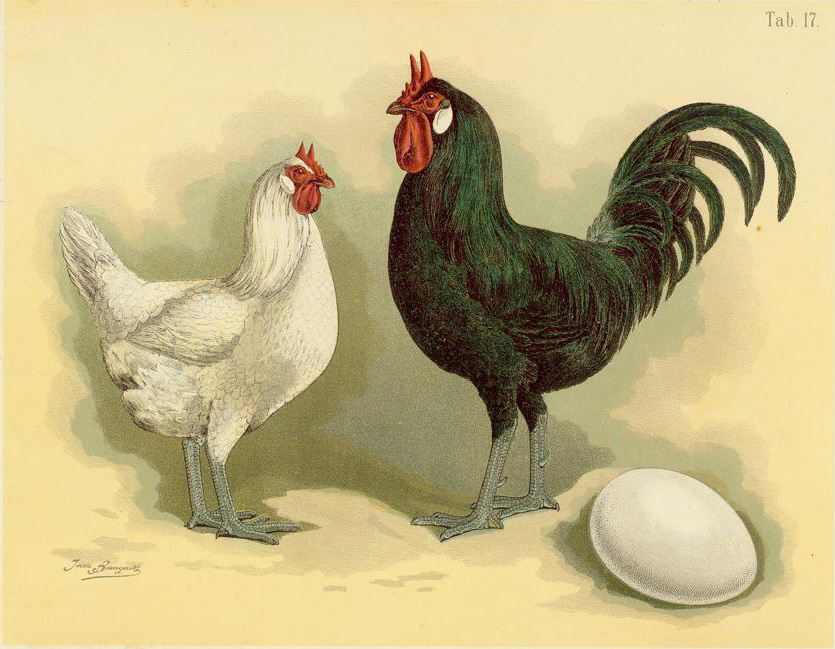
La Flèche Hahn und Henne im Geflügel-Album (1885) von Jean Bungartz

Der Hahn hat ein Gewicht von 3 bis 3,5 kg, wohingegen die Henne nur 2,5 bis 3 kg wiegt.
Die Legeleistung der Hühnerrasse wird vom BDRG mit 180 Eiern à 60 g angegeben. Die Schalenfarbe der Eier ist weiß, teilweise mit einem Hauch von rosa.
Das La Flèche tritt in den Farbschlägen schwarz, weiß, blau-gesäumt, perlgrau und gesperbert auf. Das La Flèche gibt es auch als Zwerg-La Flèche.
Der auch Hörnerkamm genannte Kamm des Hahnes hat eine V-Form.
Um 1870 entstand aus dem La Flèche-Huhn und dem italienischen Lamotta-Huhn das mittlerweile extrem gefährdete deutsche  Augsburger Huhn.